# Литва (Курская область)
Литва — хутор в Фатежском районе Курской области России. Входит в состав Большежировского сельсовета.

## География
Хутор находится в бассейне Никовца (правый приток Руды в бассейне Усожи), в 93 км от российско-украинской границы, в 35 км к северо-западу от Курска, в 15,5 км к юго-западу от районного центра — города Фатеж, в 10,5 км от центра сельсовета — села Большое Жирово.
Климат
Литва, как и весь район, расположена в поясе умеренно континентального климата с тёплым летом и относительно тёплой зимой (Dfb в классификации Кёппена).
Часовой пояс
Хутор Литва, как и вся Курская область, находится в часовой зоне МСК (московское время). Смещение применяемого времени относительно UTC составляет +3:00.

## Население
| 2002 | 2010 |
| ---- | ---- |
| 14   | ↘7   |

## Инфраструктура
Личное подсобное хозяйство. В хуторе 17 домов.

## Транспорт
Литва находится в 9 км от автодороги федерального значения М2 «Крым» (Москва — Тула — Орёл — Курск — Белгород — граница с Украиной) как часть европейского маршрута E105, в 16,5 км от автодороги регионального значения 38К-038 (Фатеж — Дмитриев), в 0,6 км от автодороги межмуниципального значения 38Н-221 (М-2 «Крым» — Кромская), в 33,5 км от ближайшего ж/д остановочного пункта 433 км (линия Льгов I — Курск).
В 153 км от аэропорта имени В. Г. Шухова (недалеко от Белгорода).